# Rancilio
Rancilio是一個意式咖啡機製造商，由Roberto Rancilio於1927年在義大利米蘭Parabiago創立。Rancilio因其創新的分銷網絡、工業設計與高度可靠性而著名。

## 歷史
Rancilio初期最為人所知的機器為La Regina直立咖啡機，與Bezzera及Victoria Arduino早期的機器功能以及它們「美麗年代」的樣式相似。 
- 1950年－Rancilio發售直立蒸煮機器 Invicta Horizzontal，証明戰後改為朝向簡約的現代樣式發展， 可是該機器仍使用二十世紀早期的蒸煮方式。
- 1953年－Rancilio采用由Gaggia發明的杠杆活塞技術。
- 1957年－擁有自動杠杆處理的H/L Automatica型號發售。
- 1961年－Rancilio跟隨新科技的趋勢使用由Faema發明的連續傳送蒸煮技術。
- 1965年－Rancilio妥托工業設計師Marco Zanuso設計Rancilio Z8。
- 1974年－Marco Zanuso設計了Z9，Rancilio持續製作數個 Z系列機器至Z11為止。
- 1990年代 - S系列發售，在北美市場非常流行。
- 2001年－Rancilio重整產品線，引進了基本系列Epoca 與Classe系列，以及生產全自動咖啡機Classe 12。

Silvia家用義式咖啡機與Rocky咖啡磨豆機令Rancilio在北美非常有名，因該家用機器很多部件都來自商業機器而降低兩者間的差別。
- 2009年－北京佰特莱正式代理rancilio、egro品牌机器，作为大陆中国区总代理。
- 2017年－台灣卡塔摩納正式代理Egro品牌設備，成為台灣代理。

## 外部連結
- Rancilio官方網站（页面存档备份，存于）